# Bocșa (gmina)
Bocșa – gmina w Rumunii, w okręgu Sălaj. Obejmuje miejscowości Bocșa, Borla, Câmpia i Sălăjeni. W 2011 roku liczyła 3206 mieszkańców.